# Medaller dels Jocs Olímpics d'estiu de 1912
El medaller dels Jocs Olímpics d'Estocolm de 1912 presenta totes les medalles lliurades als esportistes guanyadors de les proves disputades en aquest esdeveniment, realitzat entre el 5 de maig i el 27 de juliol de 1912 a la ciutat d'Estocolm (Suècia).
Les medalles apareixen agrupades pels Comitès Olímpics Nacionals participants i s'ordenen de forma decreixent contant les medalles d'or obtingudes; en cas d'haver empat, s'ordena d'igual forma contant les medalles de plata i, en cas de mantenir-se la igualtat, es conten les medalles de bronze. Si dos equips tenen la mateixa quantitat de medalles d'or, plata i bronze, es llisten en la mateixa posició i s'ordenen alfabèticament.

## Medaller
| Jocs Olímpics d'estiu de 1912 | Jocs Olímpics d'estiu de 1912 | Jocs Olímpics d'estiu de 1912 | Jocs Olímpics d'estiu de 1912 | Jocs Olímpics d'estiu de 1912 | Anells Olímpics |
| Posició                       | País                          | Or                            | Plata                         | Bronze                        | Total           |
| 1                             | Estats Units                  | 25                            | 19                            | 19                            | 63              |
| 2                             | Suècia                        | 24                            | 24                            | 17                            | 65              |
| 3                             | Regne Unit                    | 10                            | 15                            | 16                            | 41              |
| 4                             | Finlàndia                     | 9                             | 8                             | 9                             | 26              |
| 5                             | França                        | 7                             | 4                             | 3                             | 14              |
| 6                             | Imperi Alemany                | 5                             | 13                            | 7                             | 25              |
| 7                             | Sud-àfrica                    | 4                             | 2                             | 0                             | 6               |
| 8                             | Noruega                       | 4                             | 1                             | 4                             | 9               |
| 9                             | Canadà                        | 3                             | 2                             | 3                             | 8               |
| 9                             | Hongria                       | 3                             | 2                             | 3                             | 8               |
| 11                            | Itàlia                        | 3                             | 1                             | 2                             | 6               |
| 12                            | Australàsia                   | 2                             | 2                             | 3                             | 7               |
| 13                            | Bèlgica                       | 2                             | 1                             | 3                             | 6               |
| 14                            | Dinamarca                     | 1                             | 6                             | 5                             | 12              |
| 15                            | Grècia                        | 1                             | 0                             | 1                             | 2               |
| 16                            | Imperi Rus                    | 0                             | 2                             | 3                             | 5               |
| 17                            | Àustria                       | 0                             | 2                             | 2                             | 4               |
| 18                            | Països Baixos                 | 0                             | 0                             | 3                             | 3               |
| Total                         | Total                         | 103                           | 104                           | 103                           | 310             |

Les nacions de Bohèmia, Egipte, Imperi Otomà, Islàndia, Japó, Luxemburg, Portugal, Sèrbia, Suïssa i Xile no obtingueren medalles.